# Universidad Católica de Brasilia
La Universidad Católica de Brasilia, también abrevidada como UCB, es una universidad privada sin fines de lucro ubicada en Taguatinga, en el Distrito Federal, Brasil. Es una de las universidades más grandes de Brasil y es mantenida por la Arquidiócesis de Brasilia.

## Historia
Su historia comienza en 1974 con el nombre de «Universidad Católica de Humanidades», con cursos de Administración de Empresas, Economía y Educación. Sus facultades y cursos fueron aumentando con el paso del tiempo por lo que en 1980 su nombre cambia a «Escuelas católicas integradas de Brasilia». El 30 de diciembre de 1994 es reconocida como «Universidad católica de Brasilia».

## Estructura
La Universidad Católica de Brasilia tiene dos campus, ambos en el Distrito Federal, denominados «Campus I» y «Campus II», el primero está ubicado en el Areal en Taguatinga y el segundo en el Asa Norte en Brasilia. También cuentan con otras tres unidades asociadas que son el Colegio Don Bosco, el CEMA y Pio XII. Además del Hospital de la UCB que está situado en la avenida Areal en Taguatinga.

## Carreras profesionales
Humanidades
- Administración
- Ciencia política y gobierno
- Ciencias Contables
- Ciencias Económicas
- Comunicación Digital
- Comunicación Social
- Derecho
- Filosofía
- Letras
- Pedagogía
- Programa de capacitación pedagógica
- Psicología
- Relaciones Internacionales
- Secretariado Ejecutivo Bilingüe
- Servicio social

Ciencias Exactas
- Ciencias de la Computación
- Ingeniería Ambiental
- Ingeniería civil
- Física
- Matemáticas
- Odontología
- Química
- Sistemas de Información
- Tecnología en logística

Ciencias Biológicas
- Biomedicina
- Ciencias Biológicas
- Educación Física
- Enfermería
- Farmacia
- Fisioterapia
- Gerontología
- Medicina
- Nutrición
- Odontología